# Elecciones municipales de 2023 en Alcalá de Henares
Las elecciones municipales de 2023 se celebraron en Alcalá de Henares el domingo 28 de mayo, de acuerdo con el Real Decreto de convocatoria de elecciones locales en España dispuesto el 3 de abril de 2023 y publicado en el Boletín Oficial del Estado el 4 de abril. Se elegiron los 27 concejales del pleno del Ayuntamiento de Alcalá de Henares, a través de un sistema proporcional (método d'Hondt), con listas cerradas y un umbral electoral del 5 %.
La campaña electoral comenzó el viernes 12 de mayo a las 00:00 y finalizó el viernes 26 de mayo a las 24:00, siendo el sábado 27 de mayo la jornada de reflexión. La corporación municipal se disolvió el 26 de mayo. Las urnas abrieron el domingo 28 de mayo desde las 09:00 hasta las 20:00, tal y como prescribe la Ley Orgánica 5/1985, de 19 de junio, del Régimen Electoral General.

## Resultados
La Corporación municipal quedó conformada por 27 ediles, repartidos en función de los resultados electorales que se detallan a continuación:
| Candidaturas presentadas a las elecciones municipales de Alcalá de Henares | Candidaturas presentadas a las elecciones municipales de Alcalá de Henares | Votos   | %                               | Concejales                      | Candidatos                     |
| -------------------------------------------------------------------------- | -------------------------------------------------------------------------- | ------- | ------------------------------- | ------------------------------- | ------------------------------ |
|                                                                            | Partido Socialista Obrero Español                                          | 35 014  | 37,17                           | 11                              | Javier Rodríguez Palacios      |
|                                                                            | Partido Popular                                                            | 33 485  | 35,54                           | 11                              | Judith Piquet Flores           |
|                                                                            | Vox                                                                        | 10 929  | 11,6                            | 3                               | Víctor Manuel Acosta Hernández |
|                                                                            | Más Madrid-Verdes Equo                                                     | 6,086   | 6,46                            | 2                               | Rosa María Romero Méndez       |
|                                                                            | Izquierda Unida                                                            | 2674    | 2,83                            | 0                               | David Cobo García              |
|                                                                            | Ciudadanos                                                                 | 2328    | 2,47                            | 0                               | Miguel Ángel Lezcano López     |
|                                                                            | Podemos-Alianza Verde                                                      | 2171    | 2,3                             | 0                               | Julián Martínez Pérez          |
|                                                                            | Partido Humanista                                                          | 279     | 0,29                            | 0                               | Beatriz Elósegui Egoscozábal   |
|                                                                            | Falange Española de las JONS                                               | 146     | 0,15                            | 0                               | José María Paredes Franco      |
| Votos en blanco                                                            | Votos en blanco                                                            | 1085    | 1,15                            | n/a                             |                                |
| Votos válidos                                                              | Votos válidos                                                              | 94 197  | 100,00                          | 27                              |                                |
| Votos nulos                                                                | Votos nulos                                                                | 1026    | Participación: \| \| 67,66 % \| | Participación: \| \| 67,66 % \| |                                |
| Votantes                                                                   | Votantes                                                                   | 95 223  | Participación: \| \| 67,66 % \| | Participación: \| \| 67,66 % \| |                                |
| Electores                                                                  | Electores                                                                  | 140 745 | Participación: \| \| 67,66 % \| | Participación: \| \| 67,66 % \| |                                |
|                                                                            | 67,66 %                                                                    |         |                                 |                                 |                                |

## Concejales electos

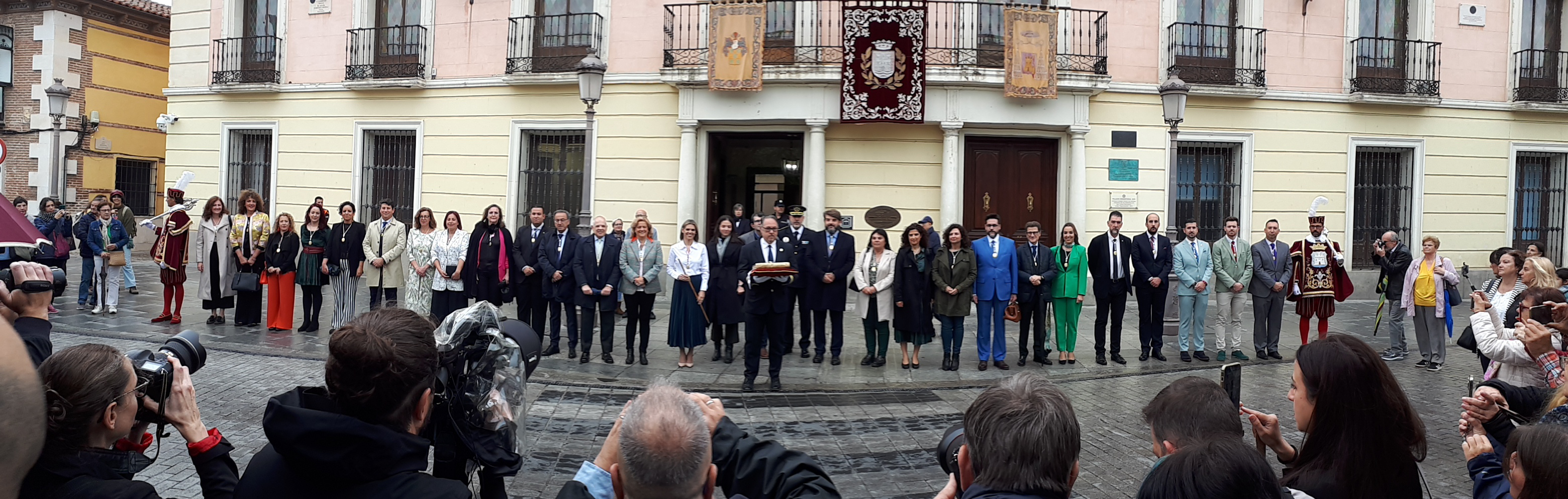
Concejales de la corporación municipal de Alcalá de Henares

De las nueve candidaturas presentadas en Alcalá de Henares, sólo cuatro consiguieron votos por encima del 5% y, por tanto, derecho a tener representación en el Consistorio Municipal. Según el Sistema D'Hondt la distribución de los 27 concejales complutenses es la siguiente:
| N.º | Nombre                          | Partido político | Partido político       | Imagen | Cargo municipal |
| --- | ------------------------------- | ---------------- | ---------------------- | ------ | --- |
| 1   | Javier Rodríguez Palacios       |                  | PSOE                   |        | |
| 2   | Judith Piquet Flores            |                  | PP                     |        | Alcaldesa - Presidenta |
| 3   | María Aranguren Vergara         |                  | PSOE                   |        | |
| 4   | Isabel Ruiz Maldonado           |                  | PP                     |        | Primera teniente de alcalde Turismo Servicios Sociales Presidente Distrito V                                                                                            |
| 5   | Alberto Blázquez Sánchez        |                  | PSOE                   |        | |
| 6   | Teófilo Lozano Yagüe            |                  | PP                     |        | Salud |
| 7   | Víctor Manuel Acosta Hernández  |                  | Vox                    |        | Segundo teniente de alcalde Coordinación de Proyectos Estratégicos y Proyectos Europeos Presidente Distrito II Presidente Organismo Autónomo Ciudad Deportiva Municipal |
| 8   | Diana Díaz del Pozo             |                  | PSOE                   |        | |
| 9   | Cristina Alcañiz Arlandis       |                  | PP                     |        | Cuarta teniente de alcalde Urbanismo, Infraestructuras, Vivienda y Movilidad Vicepresidente Distrito IV                                                                 |
| 10  | Enrique Nogués Julián           |                  | PSOE                   |        | |
| 11  | Gustavo Severien Tigeras        |                  | PP                     |        | Tercer teniente de alcalde Hacienda, Contratación, Patrimonio Municipal y Régimen Interior Vicepresidente Distrito I                                                    |
| 12  | Rosa María Romero Méndez        |                  | Más Madrid-Verdes Equo |        | |
| 13  | Blanca Ibarra Morueco           |                  | PSOE                   |        | |
| 14  | Esther de Andrés Domínguez      |                  | PP                     |        | Mayores Consumo Participación Ciudadana y Distritos Presidente Distrito III                                                                                             |
| 15  | María del Pilar Cruz García     |                  | Vox                    |        | Familia, Infancia y Juventud Vicepresidente Distrito V |
| 16  | Miguel Carlos Castillejo Calvo  |                  | PSOE                   |        | |
| 17  | Antonio Saldaña Moreno          |                  | PP                     |        | Obras, Mantenimiento Urbano y Edificios Municipales Fiestas y Tradiciones Populares Transparencia, Innovación Tecnológica y Gobierno Abierto Presidente Distrito IV     |
| 18  | Rosa Alicia Gorgues Pinet       |                  | PSOE                   |        | |
| 19  | Orlena María de Miguel Muñoz    |                  | PP                     |        | Seguridad Ciudadana Comercio Recursos Humanos Vicepresidente Distrito II                                                                                                |
| 20  | José Alberto González Reyes     |                  | PSOE                   |        | |
| 21  | Dolores López Bautista          |                  | PP                     |        | Educación y Universidad Deportes |
| 22  | Antonio Peñalver Martínez       |                  | Vox                    |        | Desarrollo Económico y Empleo Vicepresidente Distrito III |
| 23  | María Patricia Sánchez González |                  | PSOE                   |        | |
| 24  | Santiago Alonso Nuevo           |                  | PP                     |        | Cultura Igualdad |
| 25  | Raúl Herrero Mondelo            |                  | PSOE                   |        | |
| 26  | Vicente Pérez Palomar           |                  | PP                     |        | Patrimonio Histórico Medio Ambiente y Limpieza Viaria Presidente Distrito I                                                                                             |
| 27  | Sara Isabel Escudero García     |                  | Más Madrid-Verdes Equo |        | |

## Investidura del alcalde
El 17 de junio de 2023, tras la toma de posesión de los concejales del Ayuntamiento de Alcalá de Henares, tuvo lugar la sesión de investidura, siendo elegida como nueva alcaldesa Judith Piquet Flores, que lo consiguió gracias a los 11 votos del PP y a los 3 de Vox.
| Candidato/a               | Partido                | Votos | Alcaldesa            |
| ------------------------- | ---------------------- | ----- | -------------------- |
| Judith Piquet Flores      | PP                     | 14    | Judith Piquet Flores |
| Javier Rodríguez Palacios | PSOE-M                 | 11    | Judith Piquet Flores |
| Rosa María Romero Méndez  | Más Madrid-Verdes Equo | 2     | Judith Piquet Flores |
| Total                     | Total                  | 27    | Judith Piquet Flores |